# Maximilian von Degenfeld
Graf Maximilian von Degenfeld (auch von Degenfeldt) (* 16. September 1645 in Padua; † 15. Februar 1697 in Frankfurt am Main) war kurpfälzer Diplomat, Kammerherr und Wirklicher Geheimer Rat.

## Leben

### Herkunft und Familie
Maximilian von Degenfeld entstammte der Adelsfamilie Degenfeld, die bereits im 13. Jahrhundert in Baden und Württemberg nachzuweisen ist und sich im 16. Jahrhundert in die Zweige  Degenfeld-Neuhaus und Degenfeld-Eybach (seit dem 18. Jahrhundert Degenfeld-Schomburg) aufspaltete. Die Familie Degenfeld-Schomburg besteht noch heute und hat ihren Stammsitz im Schloss Eybach. Sein Vater Christoph Martin von Degenfeld (1599–1653) war ein Feldherr im Dreißigjährigen Krieg und im 6. Venezianischen Türkenkrieg. Seine Mutter war Maria Anna Adelmann von Adelmannsfelden (1610–1651). Maximilian hatte neun Geschwister:
- Ferdinand (1629–1710)
- Marie Luise (1634–1677)
- Gustav (1633–1659, fiel als schwedischer Oberst beim Sturm auf Kopenhagen 1659)
- Adolf (1640–1648)
- Christoph (8. Oktober 1641–1685) heiratete Juliane Susanne von Neideck (Neidegg). Sohn: Christoph Ferdinand v. Degenfeld Freiherr auf Hohen-Eybach, Dürnau, Neuhaus usw. (1677–1733); ⚭ 1703 Sophie Charlotte v. Bärner (v. Barner) († 1713), Tochter des Generalfeldzeugmeisters Christoph von Barner; ⚭ (II) Sophia Louisa v. Degenfeld (1690–1763 [nicht «1737»]), Tochter des Maximilian von Degenfeld und  Margarete Helena von Canstein: siehe unten.
- Hannibal (1648–1691)
- Isabella Sophie (1631–?)
- Charlotte Christina (1636–?)
- Anna Katharina (1638–1712)

Er heiratete am 30. September 1671 in Heidelberg Amalie von Landas (1647–1683). Bei der Hochzeit wurde Amalia durch den Kurfürsten Karl I. Ludwig persönlich geführt, während Herzog Ernst August von Braunschweig-Calenberg den Bräutigam zum Altar geleitete.
1686 heiratete er nach Amalias Tod Margarete Helena von Canstein (1665–1746). Diese  Ehe brachte die Kinder
- Philipp August (1687–1750), Königlich Schwedischer und Fürstlich Hessen-Kasselischer General-Lieutenant und Gesandter
- Christoph Martin (1689–1762, Königlich Preußischer Wirklicher Geheimer Etats- und Kriegs-Minister und Gesandter)
- Sophie Louise (1690–1763, ⚭ (I) 1710 Carl von Venningen, ⚭ (II) 1719 Christoph Ferdinand Freiherr von Degenfeld: siehe oben ⚭ (III) 1735 Johann Wilhelm Dietrich Freiherr Diede zum Fürstenstein)
- Marianne Louise Amalie (1692–1758, ⚭ 1716 Adolf Ferdinand von Schönberg)
- Amelia Henriette
- Henrietta Elisabetha

### Wirken
Maximilian absolvierte ein Studium an den Universitäten in Modena und Rom und wurde 1664 Volontär des Markgrafen Leopold von Baden in Ungarn. Er trat in kurpfälzische Dienste und wurde dort Rittmeister und Diplomat. 1667 überbrachte er die Glückwünsche des Kurfürsten Karl I. zur Vermählung des Kaisers in Wien. In dieser Mission erreichte er auch die Bestätigung des Raugrafentitels für seine Schwester Marie Louise.
1672 war er Kammerherr und Regierungsrat. Zugleich war er Vizedom des Oberamtes Neustadt an der Haardt (heute Neustadt an der Weinstraße) und Oberstlieutenant in der Leibgarde.

### Diplomatische Missionen
- 1668 Gesandter in Spanien
- 1672/1673 Gesandter in Holland, Brüssel und Berlin
- 1689–1693 Verhandlung der kurpfälzischen Regierung in Frankfurt

### Sonstiges
Maximilian war im Besitz zahlreicher Güter. Von seinem Schwiegervater erbte er den Pfandbesitz des Dorfes Ramholz.